# National League South
La National League South anteriormente Conference South (conocida también como Vanarama National League South por razones de patrocinio) es un campeonato inglés de Non-league football desarrollado por la National League. El campeonato se clasifica en el nivel 6 del Sistema piramidal inglés, al mismo nivel que la National League North. La National League South y la North se crearon en 2004 tras una reestructuración profunda del National League System.
El campeón clasifica automáticamente a la National League, mientras que el segundo cupo se obtiene mediante los playoffs. Para poder clasificar a estos playoffs basta con quedar entre el segundo y quinto lugar.

## Lista de equipos de la temporada 2024/25

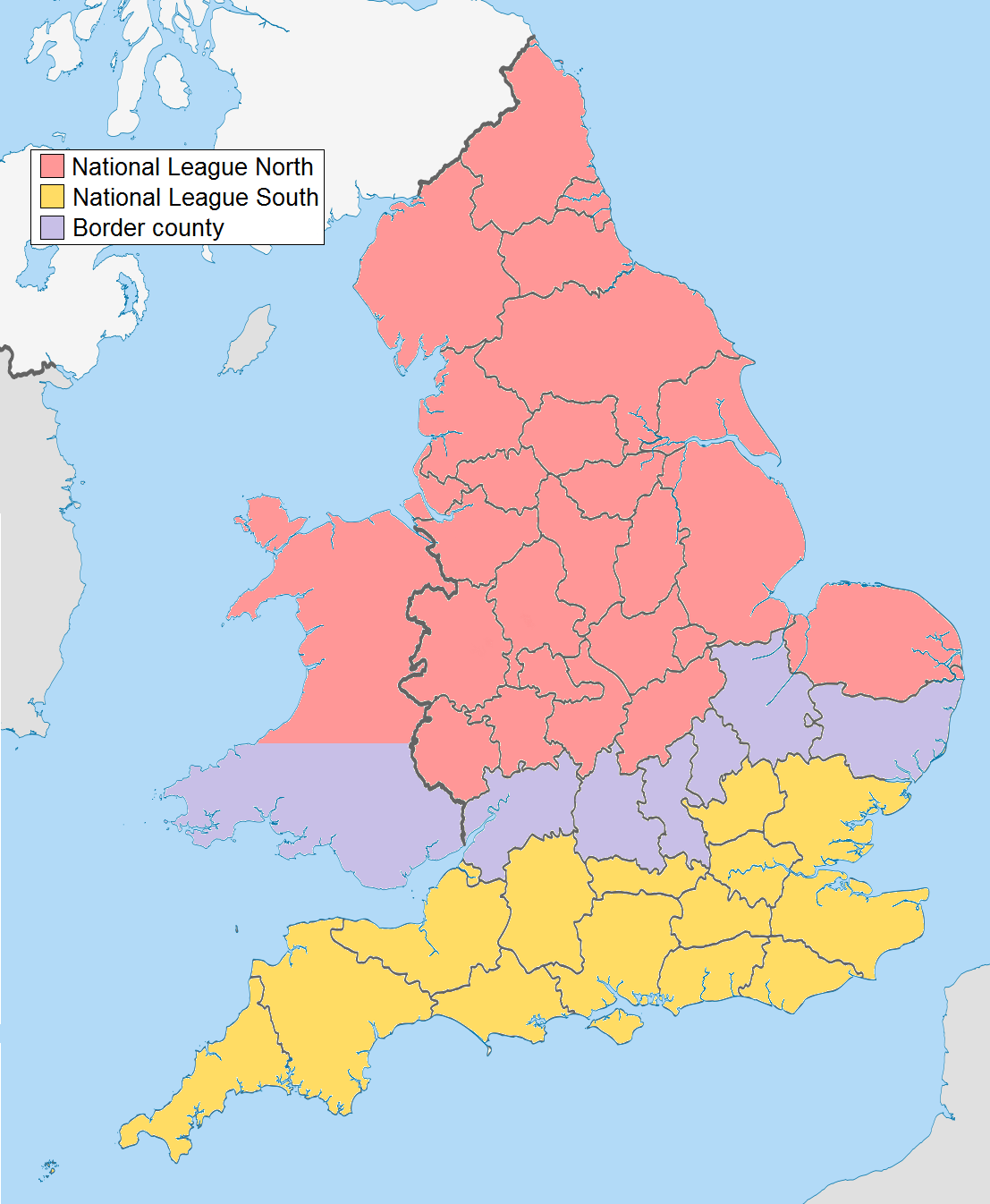
En rosa el área correspondiente a la Conferencia Norte. Los equipos de la Conferencia Norte también provienen de los condados limítrofes con la Conferencia Sur (en púrpura).

| Equipo                     | Localización        | Estadio                              | Capacidad |
| -------------------------- | ------------------- | ------------------------------------ | --------- |
| Aveley                     | Aveley              | Parkside                             | 3,500     |
| Bath City                  | Bath                | Twerton Park                         | 8,840     |
| Boreham Wood               | Borehamwood         | Meadow Park                          | 4,502     |
| Chelmsford City            | Chelmsford          | Melbourne Stadium                    | 3,019     |
| Chesham United             | Chesham             | The Meadow                           | 5,000     |
| Chippenham Town            | Chippenham          | Hardenhuish Park                     | 3,000     |
| Dorking Wanderers          | Dorking             | Meadowbank Stadium                   | 4,250     |
| Eastbourne Borough         | Eastbourne          | Priory Lane                          | 4,151     |
| Enfield Town               | Londres (Enfield)   | Queen Elizabeth II Stadium           | 2,500     |
| Farnborough                | Farnborough         | Saunders Transport Community Stadium | 7,000     |
| Hampton & Richmond Borough | Londres (Hampton)   | Beveree Stadium                      | 3,500     |
| Hemel Hempstead Town       | Hemel Hempstead     | Vauxhall Road                        | 3,152     |
| Hornchurch                 | Londres (Upminster) | Hornchurch Stadium                   | 3,500     |
| Maidstone United           | Maidstone           | Gallagher Stadium                    | 4,200     |
| Salisbury                  | Salisbury           | Raymond McEnhill Stadium             | 5,000     |
| Slough Town                | Slough              | Arbour Park                          | 2,000     |
| St Albans City             | St. Albans          | Clarence Park                        | 4,500     |
| Tonbridge Angels           | Tonbrigde           | Longmead Stadium                     | 3,000     |
| Torquay United             | Torquay             | Plainmoor                            | 6,500     |
| Truro City                 | Truro               | Truro Sports Hub                     | 3,000     |
| Welling United             | Londres (Welling)   | Park View Road                       | 4,000     |
| Weston-super-Mare          | Weston-super-Mare   | Woodspring Stadium                   | 3,500     |
| Weymouth                   | Weymouth            | Bob Lucas Stadium                    | 6,600     |
| Worthing                   | Worthing            | Woodside Road                        | 4,000     |

## Palmarés
| Temporada | Ganador                | Ganador del Playoff    |
| --------- | ---------------------- | ---------------------- |
| 2004–05   | Grays Athletic         | Eastbourne Borough **  |
| 2005–06   | Weymouth               | St Albans City         |
| 2006–07   | Histon                 | Salisbury City         |
| 2007–08   | Lewes                  | Eastbourne Borough     |
| 2008–09   | Wimbledon              | Hayes & Yeading United |
| 2009–10   | Newport County         | Bath City              |
| 2010–11   | Braintree Town         | Ebbsfleet United       |
| 2011–12   | Woking                 | Dartford               |
| 2012–13   | Welling United         | Salisbury City         |
| 2013–14   | Eastleigh              | Dover Athletic         |
| 2014–15   | Bromley                | Boreham Wood           |
| 2015–16   | Sutton United          | Maidstone United       |
| 2016–17   | Maidenhead United      | Ebbsfleet United       |
| 2017–18   | Havant & Waterlooville | Braintree Town         |
| 2018–19   | Torquay Unted          | Woking                 |
| 2019–20   | Wealdstone             | Weymouth F.C.          |
| 2020–21   | No disputada.          | No disputada.          |
| 2021-22   | Maidstone              | Dorking Wanderers      |
| 2022-23   | Ebbsfleet United       | Oxford City            |
| 2023-24   | Yeovil Town            | Braintree Town         |

** No ascendió. En 2004–05 solo ascendían tres equipos a la Conference National. La tercera plaza fue decidida en un partido entre el Eastbourne Borough y el Altrincham, que ganó 2-1 y ascendió